# Poloměr

Atributy kružnice s vyznačeným poloměrem

V geometrii je poloměr (rádius) délka úsečky, jejíž jeden koncový bod leží na kružnici (nebo hranici kruhu) a druhý koncový bod ve středu kruhu nebo kružnice. Obdobně pak lze mluvit o poloměru koule, válce atd. Poloměr představuje polovinu průměru.
V matematice je poloměr značen písmenem r. Průměr značený písmenem d je roven dvojnásobku poloměru:
{\displaystyle d=2r}
{\displaystyle r={\frac {d}{2}}}
V přeneseném smyslu se pak o poloměru mluví např. v teorii grafů, kde se jím označuje vzdálenost od středu grafu k nejvzdálenějšímu uzlu.